# Râul Râiosu, Ialomița
Râul Râiosu este un curs de apă, afluent al râului Sărata. 